# Isla del Medio (Hong Kong)
La Isla del Medio o Tong Po Chau (en chino: 熨波洲) es una isla de la Región administrativa especial de Hong Kong, en la República Popular de China. Administrativamente, forma parte del Distrito Sur.
La Isla del Medio se encuentra a 100 metros de la costa sur de la isla de Hong Kong, entre la bahía de aguas profundas (深水灣) y la bahía Repulse (淺水灣).
La Isla del Medio alberga una de las tres casas club del Royal Yacht Club de Hong Kong. El sitio es accesible por ferry y tiene su propia playa privada.